# Czwarty rząd Franza Vranitzkiego
Czwarty rząd Franza Vranitzkiego – federalny rząd Republiki Austrii urzędujący od 1994 do 1996.
Gabinet urzędował od 29 listopada 1994 do 12 marca 1996. Powstał po wyborach w 1994 do Rady Narodowej. Był tworzony przez tzw. wielką koalicję obejmującą Socjaldemokratyczną Partię Austrii (SPÖ) i Austriacką Partię Ludową (ÖVP). Zastąpił trzeci rząd tegoż kanclerza. Spory między koalicjantami doprowadziły do przedterminowych wyborów w 1995, po których SPÖ i ÖVP ponownie się porozumiały, tworząc piąty rząd Franza Vranitzkiego.

## Skład rządu
- Kanclerz: Franz Vranitzky (SPÖ)
- Wicekanclerz: Erhard Busek (ÖVP, do 4 maja 1995), Wolfgang Schüssel (ÖVP, od 4 maja 1995)
- Minister spraw zagranicznych: Alois Mock (ÖVP, do 4 maja 1995), Wolfgang Schüssel (ÖVP, od 4 maja 1995)
- Minister spraw wewnętrznych: Franz Löschnak (SPÖ, do 6 kwietnia 1995), Caspar Einem (SPÖ, od 6 kwietnia 1995)
- Minister sprawiedliwości: Nikolaus Michalek (bezp.)
- Minister finansów: Ferdinand Lacina (SPÖ, do 6 kwietnia 1995), Andreas Staribacher (SPÖ, od 6 kwietnia 1995 do 3 stycznia 1996)[1]
- Minister spraw gospodarczych: Wolfgang Schüssel (ÖVP, do 4 maja 1995), Johannes Ditz (ÖVP, od 4 maja 1995)
- Minister pracy i spraw społecznych: Josef Hesoun (SPÖ, do 6 kwietnia 1995), Franz Hums (SPÖ, od 6 kwietnia 1995)
- Minister rolnictwa i leśnictwa: Wilhelm Molterer (ÖVP)
- Minister obrony: Werner Fasslabend (ÖVP)
- Minister gospodarki publicznej i transportu: Viktor Klima (SPÖ)
- Minister nauki, badań naukowych i sztuki: Rudolf Scholten (SPÖ)[2]
- Minister edukacji i kultury: Erhard Busek (ÖVP, do 4 maja 1995)[3], Elisabeth Gehrer (ÖVP, od 4 maja 1995)
- Minister młodzieży i rodziny: Sonja Moser (ÖVP)[4]
- Minister środowiska: Maria Rauch-Kallat (ÖVP, do 4 maja 1995)[5], Martin Bartenstein (ÖVP, od 4 maja 1995)
- Minister ds. kobiet: Johanna Dohnal (SPÖ, do 6 kwietnia 1995)[6], Helga Konrad (SPÖ, od 6 kwietnia 1995)[7]
- Minister zdrowia i konsumentów: Christa Krammer (SPÖ)[8]